# Eustrotia victrix
Eustrotia victrix là một loài bướm đêm trong họ Noctuidae.